# Abagrotis striata
Abagrotis striata är en fjärilsart som beskrevs av John S. Buckett 1968. Abagrotis striata ingår i släktet Abagrotis och familjen nattflyn. Inga underarter finns listade i Catalogue of Life.